# Lepashe River
Lepashe River är ett periodiskt vattendrag i Botswana.   Det ligger i distriktet Central, i den nordöstra delen av landet, 400 km norr om huvudstaden Gaborone.
Omgivningarna runt Lepashe River är huvudsakligen savann. Runt Lepashe River är det mycket glesbefolkat, med 3 invånare per kvadratkilometer.